# Свети Георги (Виногради)
Вижте пояснителната страница за други значения на Свети Георги.
„Свети Георги“ е възрожденска църква в светиврачкото село Виногради (Манджово), България, част от Неврокопската епархия на Българската православна църква. Обявена е за паметник на културата.

## Местоположение
Църквата е разположена в северозападната част на селото и е построена през 1887 година.

## Архитектура
В архитектурно отношение представлява еднокорабен храм без апсида отвън. Камбанарията ѝ е вградена над централния вход и е част от цялостната сграда. Църквата се осветява от три сводести прозореца, разположени в горната част на южната стена.
В интериора таванът е с медальонно изображение от 1887 година. Иконостасът е изписан и има резба по венчилката и царските двери. Върху подиконните пана има сцени от Шестоднева в примитивен стил. Петте царски икони са от двама автори. На северната стена има две примитивно изписани сцени от 1888 година. Има и няколко ценни преносими икони от XIX век.